# Sacco di Palermo

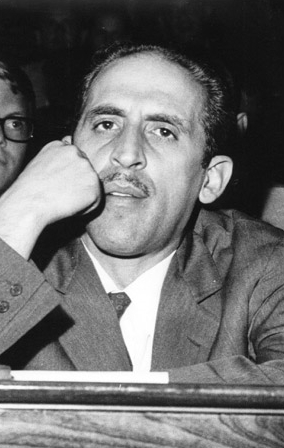
Vito Ciancimino

Con l'espressione sacco di Palermo si intende descrivere il boom edilizio avvenuto tra gli anni cinquanta e settanta del XX secolo, che ha stravolto la fisionomia architettonica della città di Palermo.
Durante tale periodo, alcune borgate vennero inglobate da un'espansione edilizia dissennata e abnorme.

## Storia

### Il dopoguerra e la pianificazione territoriale
È importante premettere che Palermo venne danneggiata da massicci bombardamenti durante la seconda guerra mondiale, a causa di questo, con la fine del conflitto, furono quarantamila i palermitani che, di fatti, ebbero le residenze danneggiate necessitando di nuove abitazioni mentre trentacinquemila persone si trasferirono dalle campagne circostanti al centro abitato. Seguendo i dettami della legge urbanistica del 1942, Palermo era stata la prima città d'Italia a dotarsi di un piano regolatore generale nel 1944, rimasto di fatto solo sulla carta perché surclassato dal Piano di ricostruzione approvato dal consiglio comunale nel 1947 in ottemperanza agli obblighi del d.l.l. n. 154/1945. La legge n. 43/1949 (c.d. "legge Fanfani") e la legge n. 408/1949 (c.d. "legge Tupini") diedero un notevole impulso all'edilizia sovvenzionata, con la costruzione di interi quartieri, come il villaggio Santa Rosalia e il villaggio Ruffini. Ben presto però le cose degenerarono: i proprietari dei terreni lungo l'asse di via Sciuti e della piana dei Colli, zona al di fuori delle previsioni del Piano di ricostruzione, stipularono delle lottizzazioni con le amministrazioni pubbliche, che si trasformarono in vera e propria speculazione, come nel caso dei fondi di proprietà del professor Alfredo Terrasi e del principe Spatafora a Resuttana.

### Gli anni del «sacco»

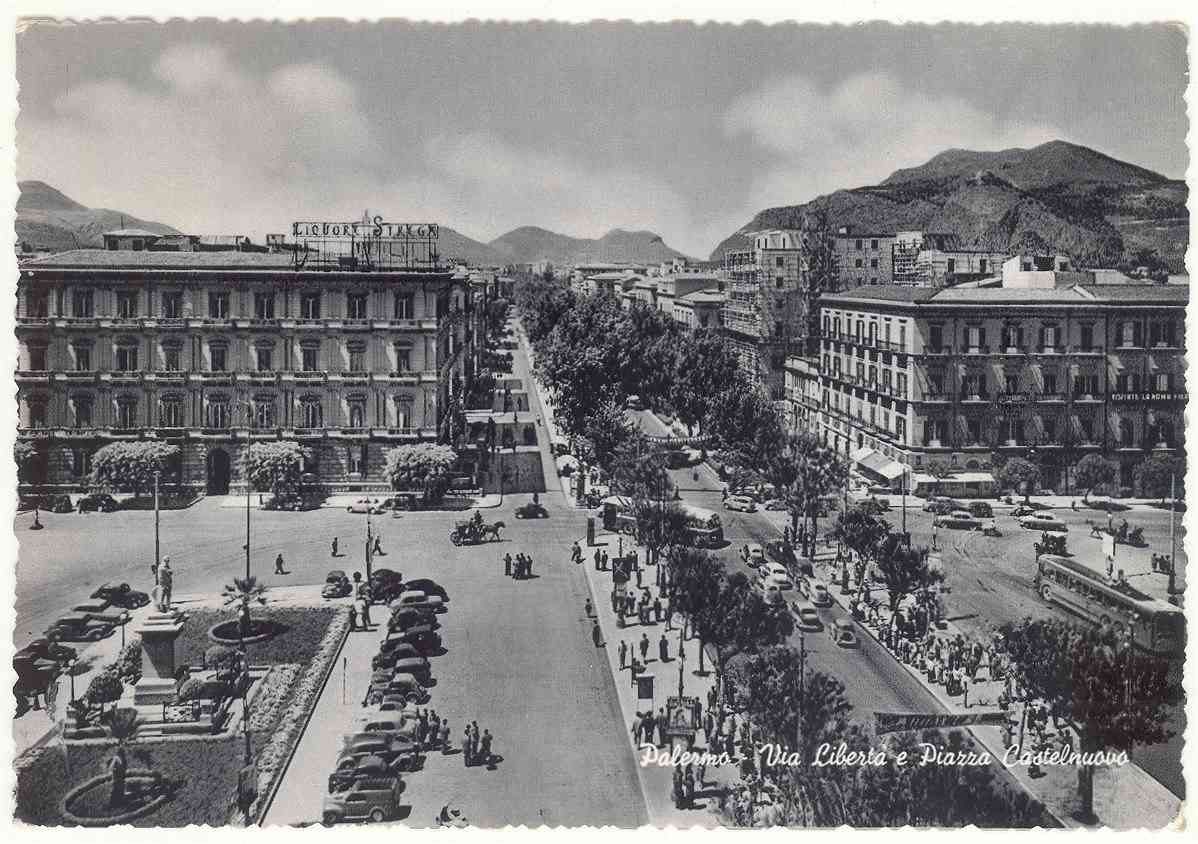
Un tratto della via Libertà nel 1956. Sulla destra è visibile un edificio in costruzione.

L'espressione «sacco di Palermo» fu coniata nel 1961 dal giornalista Roberto Ciuni per dare il titolo alla sua inchiesta sul boom edilizio del capoluogo siciliano che era apparsa sul quotidiano L'Ora in tre puntate. La definizione di «sacco», con riferimento però alla speculazione edilizia in atto a Roma, venne introdotta per la prima volta nel 1954 dall'esponente comunista Aldo Natoli.
Secondo l'inchiesta giornalistica di Roberto Ciuni, uno dei primi atti del sacco di Palermo si ebbe dopo le elezioni amministrative del 1952, che videro l'affermarsi della giunta comunale di centro-destra guidata dal sindaco Gioacchino Scaduto (D.C.), professore universitario ed avvocato. La giunta Scaduto autorizzò infatti la lottizzazione della Villa Sperlinga, un tempo giardino e riserva di caccia appartenuta alle famiglie Whitaker e Florio: nonostante fosse stata inserita tra i beni vincolati dalla Soprintendenza nel 1949, a seguito di pressioni per trasformare la zona in area edificabile, che culminarono nell'incendio doloso e nella conseguente distruzione di alcuni ficus secolari e della "Conigliera" (un tempo casina di caccia in stile Liberty appartenuta ai Florio), l'assessore ai lavori pubblici Pietro Virga concesse alla Società Generale Immobiliare (di proprietà del Vaticano) il permesso di costruire su sei ettari (dove sorse l'attuale quartiere compreso tra la Via Giuseppe Giusti e Viale Lazio).
Nel decennio 1950-60 avvenne anche la discussa lottizzazione del Parco d'Orleans, vasto giardino un tempo proprietà della nobile famiglia Borbone-Orléans: un terzo dei terreni fu acquistato dai mafiosi Antonino Sorci (detto Ninu u' Riccu) e Rosario Mancino (soci dei noti boss Angelo La Barbera e Lucky Luciano, quest'ultimo titolare di quote di questi terreni) per la costruzione di diversi condomini destinati ad edilizia residenziale affidata alle imprese edili Moncada, Aversa e Geraci (tutte in odore di mafia perché intestate a prestanome o soci di mafiosi); nel 1960 Mancino e Sorci stipularono un contratto con l'Università di Palermo per la vendita a prezzo maggiorato dei restanti tre ettari destinati alla realizzazione di nuovi edifici (attuale Viale delle Scienze), per i quali il rettore avrebbe potuto richiedere per legge l'esproprio dei terreni, cosa che non fece.
Nel 1956, Salvo Lima e Vito Ciancimino, che aderirono alla corrente politica di Amintore Fanfani nella Democrazia Cristiana e divennero sostenitori di Giovanni Gioia, furono eletti consiglieri comunali a Palermo, in seguito alle elezioni amministrative di quello stesso anno, nella giunta comunale guidata dal neo-sindaco di Palermo Luciano Maugeri. Salvo Lima assunse il ruolo di assessore ai lavori pubblici, mantenendo tale carica fino a quando venne a mancare, improvvisamente, il primo cittadino Maugeri, il 23 maggio 1958. Lima, che sino a quel momento era stato anche vicesindaco, per legge svolse la funzione di sindaco provvisorio, fino al successivo 7 giugno, per poi essere proclamato primo cittadino, dopo delle consultazioni elettorali del consiglio comunale di allora. In quell'occasione, il consigliere Ciancimino prese il suo posto da assessore ai lavori pubblici.
Durante il periodo degli assessorati di Lima e Ciancimino, il piano regolatore generale comunale sembrò andare in porto, così vennero approvate dalla giunta cittadina due versioni provvisorie, nel 1956 e nel 1959: a quest’ultima, però, furono apportate centinaia di emendamenti, in accoglimento di istanze di privati cittadini (molti dei quali in realtà erano uomini politici e mafiosi, a cui si aggiungevano parenti e associati); le varianti apportate al piano regolatore, in base a tali istanze, permettevano di costruire nell'area di via Libertà, dove si concentravano le residenze private in stile Liberty costruite alla fine dell'Ottocento: per queste ragioni, nel 1959 vennero sottoposti al consiglio comunale i piani per demolire Villa Deliella - una residenza progettata dall'architetto Ernesto Basile nel 1898 - e vennero approvati in gran fretta in modo che la demolizione potesse cominciare nel pomeriggio stesso. Sempre per fini speculativi, nel 1962 venne incendiato all'Olivuzza (zona pure interessata da una vasta espansione edilizia) da mani rimaste ignote il Villino Florio, gioiello del Liberty siciliano pure progettato dal Basile, che distrusse irreparabilmente gli interni.
Nel 1960, con Salvo Lima che risulterà poi confermato sindaco, tramite le elezioni amministrative della stessa annata, le varianti del piano - derivate dalle istanze - permisero pure alla ditta di Nicolò Di Trapani (legato alla famigerata "famiglia" mafiosa dei Citarda di Cruillas) di vendere vaste aree edificabili dell'ex fondo agricolo "Palagonia" (compreso a cavallo tra le attuali Via Cilea e Viale Lazio) ad imprese edili, tra cui quella gestita dai fratelli D'Arpa (costruttori e noti mafiosi del rione Malaspina) e la "Sicilcasa S.p.A.", di cui Ciancimino era socio occulto e da cui acquistò anche due appartamenti. La lottizzazione del fondo "Palagonia" fu la causa di una spietata guerra tra cosche, che culminò nel 1960 con l'omicidio del boss mafioso Agostino Caviglia da parte della cosca del Di Trapani.
A Ciancimino alla guida dell'assessorato successe Giovanni Matta, già segretario di Lima.
Nel 1962 venne approvato il piano regolatore definitivo, ma l'assessorato ai lavori pubblici di Ciancimino aveva già concesso un gran numero di licenze edilizie sulla base della versione del 1959: in un solo caso venne ordinata la demolizione di un complesso costruito illegalmente, ma nessun'azienda oserà chiedere la concessione del relativo appalto.

### Il rapporto Bevivino
Nel 1963, a seguito del clamore suscitato dalla strage di Ciaculli, il Presidente della Regione Siciliana Giuseppe D'Angelo dispose un'ispezione straordinaria presso il Comune di Palermo che affidò ad una commissione guidata dal prefetto Tommaso Bevivino, il quale pubblicò una relazione finale l'anno successivo.
La relazione accertò in particolare che, durante il periodo in cui Ciancimino fu assessore ai lavori pubblici, delle 4.000 licenze edilizie rilasciate, 1600 figurarono intestate a tre prestanome, uno dei quali era un muri-fabbro e un altro un venditore di carbone, che vivevano in modeste condizioni economiche e che non avevano nulla a che fare con l'edilizia, anche se figuravano in un albo di persone autorizzate a costruire tenuto dalla giunta comunale in base a vecchie norme regolamentari del 1889, che richiedevano l'intervento nelle licenze edilizie «di un capomastro od impresario capace ed abile» quando ancora non esistevano le moderne qualifiche nel campo dell'ingegneria civile.
Nel 1961, sempre durante l'assessorato di Ciancimino nella giunta del sindaco Lima, con assessore al patrimonio Ernesto Di Fresco, il costruttore Girolamo Moncada (legato al boss mafioso Michele Cavataio) aveva ottenuto in soli otto giorni licenze edilizie per numerosi edifici da costruire in viale Lazio e Via Cilea (zona dell'ex Villa Sperlinga), che però risultarono in contrasto con il piano di lottizzazione, mentre il fratello Salvatore (anch'egli costruttore e legato al boss Angelo La Barbera) riuscì ad ottenere licenze edilizie per costruire in terreni destinati a verde pubblico. Tuttavia il caso più emblematico citato nella relazione Bevivino è quello del costruttore Francesco Vassallo (genero di Giuseppe Messina, capomafia della borgata Tommaso Natale), che riuscì a costruire numerosi edifici in via Sardegna, in viale Lazio e in Corso Calatafimi nonostante violassero le clausole dei progetti e delle licenze edilizie, avvalendosi di prestiti di comodo rilasciati (dal 1957) senza garanzia dalla Cassa di Risparmio, presieduta (1958- 1962) da Gaspare Cusenza, suocero dell'onorevole Giovanni Gioia. I giornalisti parlarono di una presunta società denominata VA.LI.GIO. (dalle iniziali di Vassallo, Lima e Gioia) che mirava ad accaparrarsi la lottizzazione di tutte le aree edificabili anche ricorrendo a prestanome ma la cronologia degli eventi esclude concessioni di favore al Vassallo. Le ragioni per cui numerosi appartamenti edificati da Vassallo vennero subito ceduti alle famiglie di Gioia e Cusenza risiedono nella permuta al Vassallo di un terreno di sedime di proprietà Cusenza. Il Gen. Dus della Guardia Di Finanza, in una nota n.1/s/I , inviata in data 2 gennaio 1967 al Presidente della Commissione Antimafia, riferisce «che tra il Prof. Cusenza ed il Vassallo intercorsero normali rapporti d'affari nel settore del credito bancario, a cui rimasero estranee le pressioni dell'ambiente mafioso locale». Nella relazione finale di minoranza della Commissione parlamentare antimafia approvata nel 1976 e redatta da diversi parlamentari d'opposizione, tra cui Pio La Torre e Cesare Terranova, si può leggere: «La fantasia dei giornalisti è stata attratta dall’interrogativo se esistesse o meno una società (la VA-LI-GIO) formata da Vassallo-Lima-Gioia. Ma il problema non è di provare l’esistenza del contratto giuridico fra i tre. Il rapporto del prefetto Bevivino e la relazione dell’onorevole Vestri hanno documentato a sufficienza la compenetrazione tra le cosche mafiose e il gruppo di potere dominante a Palermo; e, in questo ambito, il ruolo del costruttore Vassallo».

## Procedimenti giudiziari
Nel 1963 Ciancimino fu denunciato dall'avvocato Lorenzo Pecoraro, amministratore di un'impresa edile a cui fu negata una licenza edilizia mentre alla società "Sicilcasa S.p.A." era stato concesso il permesso di costruire in un terreno contiguo malgrado il progetto violasse in più punti le clausole del piano regolatore; Pecoraro prese contatto con il boss mafioso Nicolò Di Trapani e gli fu fatto sapere che poteva avere la licenza soltanto se versava una tangente nelle casse della "Sicilcasa S.p.A.", di cui Ciancimino era socio occulto e da cui acquistò anche due appartamenti. Qualche tempo dopo l'avvocato Pecoraro ritirò tutte le accuse e dichiarò che Ciancimino era sempre stato un uomo «esemplare per correttezza ed onestà». Ma nonostante ciò, nel giugno 1965 il caso Pecoraro fu riaperto e Ciancimino finì sotto processo, venendo però assolto nel 1966.
Nel 1969 la Procura della Repubblica di Palermo richiese l'autorizzazione a procedere per l'ex sindaco Salvo Lima (nel frattempo eletto alla Camera dei deputati) con le accuse di falso ideologico in atto pubblico e interesse privato in atti d'ufficio per aver consentito al costruttore Vassallo di poter costruire illegalmente, sulla base delle accuse contenute nel rapporto Bevivino.